# Obrež Zelinski
 Obrež Zelinski  falu Horvátországban Zágráb megyében. Közigazgatásilag Szentivánzelinához tartozik.

## Fekvése
Zágrábtól 25 km-re északkeletre, községközpontjától  3 km-re délkeletre, az A4-es autópálya mellett fekszik.

## Története
A települést 1423-ban említik először. 1645-ben birtokként Donji és Gornji (Alsó és Felső) Orbež néven szerepel. 
1857-ben 148, 1910-ben 133 lakosa volt. Trianonig Zágráb vármegye Szentivánzelinai járásához tartozott. 2001-ben 65 lakosa volt.

## Lakosság
| Lakosság változása | Lakosság változása | Lakosság változása | Lakosság változása | Lakosság változása | Lakosság változása | Lakosság változása | Lakosság változása | Lakosság változása | Lakosság változása | Lakosság változása | Lakosság változása | Lakosság változása | Lakosság változása | Lakosság változása |
| ------------------ | ------------------ | ------------------ | ------------------ | ------------------ | ------------------ | ------------------ | ------------------ | ------------------ | ------------------ | ------------------ | ------------------ | ------------------ | ------------------ | ------------------ |
| 1857               | 1869               | 1880               | 1890               | 1900               | 1910               | 1921               | 1931               | 1948               | 1953               | 1961               | 1971               | 1981               | 1991               | 2001               |
| 148                | 204                | 200                | 234                | 126                | 133                | 120                | 113                | 106                | 102                | 84                 | 81                 | 81                 | 59                 | 65                 |

## Külső hivatkozások
- Szentivánzelina község hivatalos oldala
- Kalinski: Ojkonimija zelinskoga kraja. Zagreb. 1985.